# Cheburashka et ses amis

Cheburashka et ses amis est un long métrage d'animation japonais réalisé par Makoto Nakamura et sorti en France le 5 octobre 2011. Il emploie la technique de l'animation en volume (stop motion). Le film met en scène Tchebourachka, un personnage de la littérature de jeunesse russe inventé par l'écrivain Edouard Ouspenski et qui avait fait l'objet de plusieurs adaptations en films d'animation soviétiques dans les années 1960 à 1980.

## Synopsis
Le film se compose de trois histoires successives. Tchebourachka arrive en Russie, mais il se fait chasser du zoo parce que personne ne peut reconnaître à quelle espèce animale il appartient. Il se lie d'amitié avec Gena, un crocodile, et tous deux entreprennent de créer une « Maison des amis ». Lorsqu'un cirque arrive en ville, Gena se propose de le faire découvrir à Tchebourachka, qui n'est jamais allé au cirque.

## Fiche technique
- Titre français : Cheburashka et ses amis
- Titre original : Cheburāshika (チェブラーシカ?), Чебурашка
- Réalisation : Makoto Nakamura
- Distribution : Gebeka Films
- Pays :  Japon selon AlloCiné, Allcinema et Kinema junpō[1],[2],[3],  Russie selon l'IMDB[4]
- Date de sortie : 
  - 18 décembre 2010 (Japon)[2],[3]
  - 5 octobre 2011 (France)

## Réception
Le film reçoit un accueil assez favorable dans la presse française. Les critiques louent le respect de l'œuvre originale, la qualité de l'animation et de l'univers visuel, l'aspect touchant du résultat et les valeurs mises en avant ; les reproches portent sur la grande simplicité des intrigues, parfois qualifiées de simplistes, et sur l'exaltation de la gentillesse, confinant selon certains critiques à la mièvrerie. 
Jacques Mandelbaum, dans Le Monde, trouve l'univers du film « plutôt charmant », mais juge que l'ensemble pèche par un excès de gentillesse, et souffre de la comparaison avec d'autres films d'animation destinés au même public, comme Les Aventures de la petite taupe de Zdeněk Miler.